# Ruff Ryders Entertainment
Ruff Ryders Entertainment war ein Musiklabel und Managementunternehmen im Bereich Hip-Hop und Rap. Gegründet wurde es 1988 von Chivon Dean und ihren Brüdern Waah und Dee in Brooklyn, New York. Im Jahre 2010 wurde das Label aufgelöst.

## Geschichte
Ruff Ryders Entertainment begann als reine Managementfirma. Nach der Verpflichtung des Rappers DMX vom Label Def Jam Records in den späten 90er Jahren wurde jedoch auch eine Plattenfirma unter der Federführung von Interscope Records gegründet. Neben DMX und den Ruff Ryders ist unter anderem der Gewinner von Bet's 106 Park & Freestyle Battle Jin bei Ruff Ryders Entertainment unter Vertrag.
Die einzelnen Künstler der Firma gehören z. T. unterschiedlichen Labels und Vertrieben an. Auch wurden von Ruff-Ryders-Mitgliedern eigene Labels gegründet, so D-Block Records (gegründet von Jadakiss, Styles P. & Sheek Louch), Bloodline Records (gegründet von DMX) und Full Surface (gegründet von Swizz Beatz).

## Diskografie

### Alben
Ruff Ryders:
- 1999: Ruff Ryders Ryde or Die Vol. 1
- 2000: Ruff Ryders Ryde or Die Vol. 2
- 2001: Ruff Ryders Ryde or Die Vol. 3: In The R We Trust
- 2005: Ruff Ryders Ryde or Die Vol. 4: Redemption
- 2011: Ruff Ryders Past Present Future

DMX:
- 1998: It's Dark And Hell Is Hot
- 1998: Flesh Of My Flesh, Blood Of My Blood
- 1999: And Then There Was X
- 2001: The Great Depression
- 2002: The DMX Files (Greatest Hits)
- 2003: Grand Champ
- 2006: Year of the Dog...Again
- 2007: The Definition of X: Pick of the Litter (Greatest Hits)

Drag-On:
- 2000: Opposite of H20
- 2004: Hell and Back
- 2007: Hood Environment

Eve:
- 1999: First Lady
- 2001: Scorpion
- 2002: Eve-Olution

Jadakiss:
- 2001: Kiss Tha Game Goodbye
- 2004: Kiss of Death
- 2009: The Last Kiss
- 2011: Hold You Down

Styles P.:
- 2002: A Gangster and a Gentleman
- 2006: Time Is Money
- 2007: The Ghost Sessions

Sheek Louch
- 2003: Walk Witt Me
- 2005: After Taxes
- 2008: Silverback Gorilla

The L.O.X.:
- 2001: We Are The Streets

Jin:
- 2004: The Rest is History

Yung Wun:
- 2004: The Dirtiest Thirstiest

Swizz Beatz
- 2002: Presents G.H.E.T.T.O. Stories
- 2007: One Man Band Man

Cassidy
- 2007: B.A.R.S. The Barry Adrian Reese Story

### Mixtapes
- The Redemption Vol. 1
- The Redemption Vol. 2
- The Redemption Vol. 3
- We In Here – Official Ruff Ryder Mixtape

## Künstler

### Produzenten
Für Ruff Ryders Entertainment arbeiten einige interne Produzenten, die stets einen Großteil der Alben und Tracks produzieren. Es sind dies Swizz Beatz, Neo Da Matrix, P.K. a.k.a. P. Killer Trackz, Elite, Devine Bars, DJ Shok, Black Key, Mahogany, Tuneheadz sowie Dame Grease (aka Damon Blackman).

### Aktuelle Künstler
- D-Block, früher: The L.O.X. (D-Block/Koch), bestehend aus den Mitgliedern: Jadakiss (Roc-A-Fella Records/D-Block), Styles P. (Koch Records/D-Block) und Sheek Louch (Koch Records/D-Block); seit der Umbenennung ist zudem J-Hood ein weiteres Mitglied.
- Eve (Full Surface/Aftermath/Geffen Records)
- Swizz Beatz (Full Surface/Universal Records)
- Lynne Timmes (aka LT) (Ruff Pop)
- Cassidy (Full Surface/J Records)
- Yung Wun (Full Surface/J Records)
- Kartoon
- Flashy
- Infa-Red & Cross
- Aja Smith
- My-My
- Mic Supreme Da Beast

### Ehemalige Künstler
- DMX (Bodog Music/Bloodline Records; 2021 verstorben)
- Drag-On (1998-2005)
- Fiend (1998-2001)
- Jin (2002-2005)
- Parle